# Eustachy IV z Boulogne
Eustachy IV (ur. ok. 1130, zm. 17 sierpnia 1153 niedaleko Bury St Edmunds) – hrabia Boulogne i Mortain, najstarszy syn króla Anglii Stefana z Blois i Matyldy I, hrabiny Boulogne, córki hrabiego Eustachego III. W latach 1135–1153 następca tronu Anglii.

## Życiorys
W 1137 r. złożył hołd z Normandii królowi Francji Ludwikowi VII. W lutym 1140 r. w Paryżu poślubił siostrę Ludwika, Konstancję (ok. 1124 - 16 sierpnia 1176), córkę króla Ludwika VI Grubego i Adelajdy z Maurienne, córki hrabiego Sabaudii Humberta II Grubego. Małżeństwo Konstancji i Eustachego było bezdzietne. W 1147 r. został pasowany na rycerza. W 1151 r. towarzyszył Ludwikowi podczas jego najazdu na Normandię, którą zajmował wówczas hrabia Godfryd Andegaweński, mąż Matyldy, konkurentki ojca Eustachego do tronu Anglii.
Od 1135 r. był hrabią Mortain. Po śmierci matki w 1151 r. został również hrabią Boulogne. Na Radzie Królewskiej w Londynie 6 kwietnia 1152 r. król Stefan doprowadził do tego, że kilku baronów złożyło hołd Eustachemu jako ich przyszłemu królowi. Jednak arcybiskup Canterbury Tybald z Bec i inni hierarchowie kościelni odmówili przeprowadzenia koronacji Eustachego, gdyż sprzeciwiała się temu Kuria Rzymska.
Eustachy zmarł nagle 17 sierpnia 1153 r. "z woli Boga", jak pisali kronikarze, podczas plądrowania kościelnych posiadłości niedaleko Bury St Edmunds. Śmierć Eustachego spowodowała, że możliwe stało się porozumienie króla Stefana z jego rywalem, synem Matyldy Henrykiem Andegaweńskim. Kronikarz William z Newburgh tak pisał o tych wydarzeniach: król Stefan poddając się rozpaczy po śmierci swojego syna, o którym miał nadzieję, że zastąpi go na tronie, mniej sprawnie prowadził przygotowania do wojny, a cierpliwiej słuchał głosów nawołujących do pokoju.
Kronika z Peterborough opisuje Eustachego jako człowieka o złym charakterze: był on złym człowiekiem i czynił więcej zła niż dobra dokądkolwiek się udał. Łupił ziemie i pobierał z nich ogromne podatki. Groził opornym biskupom oraz twardo egzekwował kontrybucję z kościelnych posiadłości. Te fakty najprawdopodobniej sprawiły, że kościelni kronikarze mieli o nim tak złe mniemanie.
Eustachy został pochowany w opactwie w Favesham. Jego żona poślubiła później hrabiego Tuluzy Rajmunda V.
Miał jedną nieślubną córkę, Eustachię, która poślubiła Anzelma, hrabiego de Saint-Pol.